# Jacques-Édouard Lebey
Pour les articles homonymes, voir Lebey.
Jacques-Édouard Lebey, né le 23 avril 1815 à Bonneville-sur-Touques (Calvados) et mort le 24 mars 1884 dans le 16e arrondissement de Paris, est un publicitaire et chef d'entreprise français qui a été un actionnaire de Société générale des annonces puis de l'Agence Havas.

## Biographie
Jacques-Édouard Lebey monte à Paris et commence à travailler chez un avoué et un avocat, puis fut de l'un des associés de la toute première Société générale des annonces (SGA), créée en 1845 avec Émile de Girardin, propriétaire du quotidien La Presse.
La famille Lebey a acheté la société « Lagrange et Cerf » en 1920, et a ensuite créé l'agence de publicité, « Lebey, Cerf et Lagrange », qui a racheté la Société générale des annonces, avant d'en fonder une seconde, par fusion avec l'Agence Havas.
Il a joué un rôle-clé dans le développement de l'Agence Havas vers les métiers de la publicité, après le départ à la retraite en 1852 du fondateur Charles-Louis Havas.
Il est l'auteur du premier traité pratique de la publicité, le Manuel de l’annonce ou Instructions élémentaires sur son usage (1848), dans lequel il distingue notamment « l'annonce anglaise » de « l'annonce affiche » et de « la réclame », cette publicité rédactionnelle destinée à tromper le lecteur. Il est aussi le promoteur en France de la pratique de la régie « par laquelle un journal confie à un courtier la gestion de ses annonces contre un pourcentage »
.
Il est décoré de la Légion d'honneur en 1868.
Jacques-Édouard Lebey a eu six enfants, trois filles et trois fils. L'un d'eux, Édouard Lebey (1849-1922) deviendra plus tard le directeur de l'Agence Havas. Son petit-fils, le poète André Lebey était un ami intime de Paul Valéry, qui fut à ses débuts secrétaire du directeur de l'agence Havas, Édouard Lebey.